# Stazione di Eifukuchō
La stazione di Eifukuchō (永福町駅?, Eifukuchō-eki) è una stazione ferroviaria di Tokyo, situata nel quartiere di Suginami. Essa serve la Inokashira della Keiō Corporation. La stazione si trova a 6,0 km dal capolinea di Shibuya.

## Storia
Dal 22 febbraio 2013 è stata attivata la numerazione di stazione, che per questa stazione è "IN09".

## Linee
- Keiō Corporation
  - ● Linea Keiō Inokashira

## Struttura
La stazione è dotata di 4 binari con due marciapiedi a isola centrali. Il fabbricato viaggiatori è sopraelevato, com binari a livello del terreno.
| 1-2 | ■ Linea Inokashira | per Kugayama e stazione di Kichijōji    |
| 3-4 | ■ Linea Inokashira | per Meidaimae, Shimo-Kitazawa e Shibuya |